# Adolfo Ríos
José Adolfo Ríos García (Uruapan del Progreso, Michoacán, 11 de diciembre de 1966) es un político y exfutbolista mexicano que se desempeñaba como portero.

## Trayectoria
Futbolista
Surgió de la cantera del  Club Universidad Nacional, con quien debutaría en el Torneo México 1986. Su debut fue el 3 de noviembre de 1985 saliendo en la segunda parte contra el Club Deportivo Guadalajara en el Estadio Olímpico Universitario. De inmediato se convirtió en titular permaneciendo en este club hasta la temporada 1990-91, tras la cual es traspasado a los Tiburones Rojos de Veracruz, para pasar después al Necaxa en 1997, en donde conquista el título del Invierno 1998, se llevó tres citlalis como mejor portero y fue convocado a la selección nacional, esa fue su mejor época y por ello llegaría su incorporación al Club América, permaneciendo hasta su retiro en 2004, logrando excelentes actuaciones en las Copas Libertadores (2000, 2002 y 2004) y contribuyendo a terminar con la sequía de campeonatos del equipo, (después de 13 años) conquistando el título del Verano 2002 cuando se fueron 2-2 a tiempos extras gracias a un gol de Iván Zamorano.
Comentarista deportivo
Entre 2004 y 2010 se desempeñó como entrevistador en su programa Estilo Digital y como comentarista en la cadena Televisa.
Directivo
El 30 de agosto de 2012 fue presentado como vicepresidente deportivo de Gallos Blancos de Querétaro, cargo que ocupó hasta el 16 de diciembre de 2014. Durante su gestión, el club de Querétaro fichó al futbolista brasileño Ronaldinho Gaúcho y al delantero también brasileño Camilo Sanvezzo, único jugador del club que se ha distinguido como máximo goleador de la liga.
Político
El 17 de marzo de 2017, Ríos fue nombrado por el Partido Encuentro Social (PES) como dirigente estatal en Querétaro.
El 9 de febrero de 2018 se anunció que competiría por la Presidencia Municipal de Santiago de Querétaro por la coalición Juntos Haremos Historia.

### Clubes
| U.N.A.M. · México |               |               |     |    |     |     |
| 1.ª | 1984-85       | 1             | -   | -  | 1   |     |
| 1.ª | 1985-86       | 8             | -   | -  | 8   |     |
| 1.ª | 1986-87       | 37            | -   | -  | 37  |     |
| 1.ª | 1987-88       | 44            | 6   | -  | 50  |     |
| 1.ª | 1988-89       | 39            | 8   | 6  | 53  |     |
| 1.ª | 1989-90       | 33            | 2   | -  | 35  |     |
| Total club | Total club    | 162           | 16  | 6  | 184 |     |
| C.D. Veracruz · México |               |               |     |    |     |     |
| 1.ª | 1990-91       | 36            | 6   | -  | 42  |     |
| 1.ª | 1991-92       | 41            | 6   | -  | 47  |     |
| 1.ª | 1992-93       | 31            | -   | -  | 31  |     |
| 1.ª | 1993-94       | 37            | -   | -  | 37  |     |
| 1.ª | 1994-95       | 37            | 6   | -  | 43  |     |
| 1.ª | 1995-96       | 38            | 1   | -  | 39  |     |
| 1.ª | 1996-97       | 28            | 5   | -  | 33  |     |
| Total club | Total club    | 248           | 24  | -  | 272 |     |
| I.D. Necaxa · México |               |               |     |    |     |     |
| 1.ª | 1997-98       | 30            | -   | -  | 30  |     |
| 1.ª | 1998-99       | 42            | 1   | 6  | 49  |     |
| Total club | Total club    | 72            | 1   | 6  | 79  |     |
| C. América · México |               |               |     |    |     |     |
| 1.ª | 1999-00       | 26            | 4   | 13 | 40  |     |
| 1.ª | 2000-01       | 31            | 4   | 2  | 37  |     |
| 1.ª | 2001-02       | 34            | 4   | 10 | 48  |     |
| 1.ª | 2002-03       | 36            | -   | 4  | 40  |     |
| 1.ª | 2003-04       | 25            | 4   | 5  | 34  |     |
| Total club | Total club    | 152           | 16  | 6  | 199 |     |
| Total carrera | Total carrera | Total carrera | 634 | 57 | 34  | 725 |
| (1)Incluye datos de la Copa México, Pre Pre Libertadores (1998, 1999, 2000 y 2001) e InterLiga (2004) (2)Incluye datos de la Copa Campeones CONCACAF (1989, 2002 y 2003), Pre Libertadores (1999, 2000 y 2002), Copa de Gigantes de la Concacaf (2001) y Copa Libertadores (2000, 2002 y 2004). |               |               |     |    |     |     |

### Selección nacional
En la Copa América de 1997 fue el guardameta titular de la selección mexicana, donde logró una destacada actuación, la más importante, en la tanda de penaltis contra la selección ecuatoriana, atajando los tiros de Luis Capurro, Rosero y Ulises de la Cruz, dando así a México el pase a semifinales.

### Participaciones en Copa América
| Copa              | Sede     | Resultado    |
| ----------------- | -------- | ------------ |
| Copa América 1997 | Bolivia  | Tercer lugar |
| Copa América 1999 | Paraguay | Tercer lugar |

### Participaciones en Torneos internacionales amistosos
| Copa                | Sede           | Resultado    |
| ------------------- | -------------- | ------------ |
| Copa Corea 1999     | Corea del Sur  | Tercer lugar |
| Copa Carlsberg 1999 | Hong Kong      | Tercer lugar |
| Copa USA 1996       | Estados Unidos | Campeón      |
| Copa USA 1997       | Estados Unidos | Campeón      |

## Palmarés

### Campeonatos nacionales
| Título           | Club    | País   | Año  |
| ---------------- | ------- | ------ | ---- |
| Primera División | Necaxa  | México | 1998 |
| Primera División | América | México | 2002 |

### Campeonatos internacionales
| Título                           | Club           | Sede        | Año  |
| -------------------------------- | -------------- | ----------- | ---- |
| Copa de Campeones de la Concacaf | Pumas U.N.A.M. | México      | 1989 |
| Copa de Campeones de la Concacaf | Necaxa         | Las Vegas   | 1999 |
| Copa de Gigantes de la Concacaf  | América        | Los Ángeles | 2001 |

### Distinciones individuales
| Distinción                                                 | Año     |
| ---------------------------------------------------------- | ------- |
| Citlalli al Mejor Portero de la Primera División de México | 1996-97 |
| Citlalli al Mejor Portero de la Primera División de México | 1997    |
| Citlalli al Mejor Portero de la Primera División de México | 1998    |
| Citlalli al Mejor Portero de la Primera División de México | 1998    |
| Citlalli al Mejor Portero de la Primera División de México | 1999    |